# Meghan Trainor
Meghan Elizabeth Trainor (ur. 22 grudnia 1993 w Nantucket) – amerykańska piosenkarka i producentka muzyczna.

## Życiorys

### Wczesne lata
Urodziła się i wychowała w Nantucket w Massachusetts jako młodsza córka Gary’ego i Kelli Trainorów, właścicieli firmy jubilerskiej Jewel of the Isle. Ojciec, który przez osiem lat był nauczycielem muzyki w szkole, a także pełnił funkcję organisty w jednym z lokalnych kościołów metodystycznych, nauczył ją grać na gitarze. W tym samym czasie Trainor zainteresowała się śpiewaniem; po raz pierwszy wystąpiła publicznie w 2004 roku, kiedy to wykonała na fortepianie na weselu swoich wujostwa, Lisy i Burtona Toneyów, utwór „Heart and Soul”. W wieku 11 lat zaczęła pisać swoje pierwsze piosenki, niedługo później zaczęła występować publicznie jako członkini zespołu Island Fusion założonego przez jej rodziców, młodszego brata (Justina) oraz wujka i ciocię. Jako trzynastolatka napisała swój pierwszy utwór, „Give Me a Chance”, a także zaczęła się uczyć produkcji muzycznej za pomocą programu GarageBand, który zakupili jej rodzice. Z czasem z całą rodziną przeprowadziła się do Hyannis, gdzie razem z braćmi – Ryanem i Justinem – uczęszczała do Regionalnego Liceum Nauset niedaleko North Eastham. Rodzice zapewnili córce wówczas własne studio nagraniowe w ich domu w Cape Cod. Podczas nauki w liceum była członkinią zespołu jazzowego, gdzie zaczęła być nazywana Singer Girl.

### Kariera

#### 2009–13: Początki

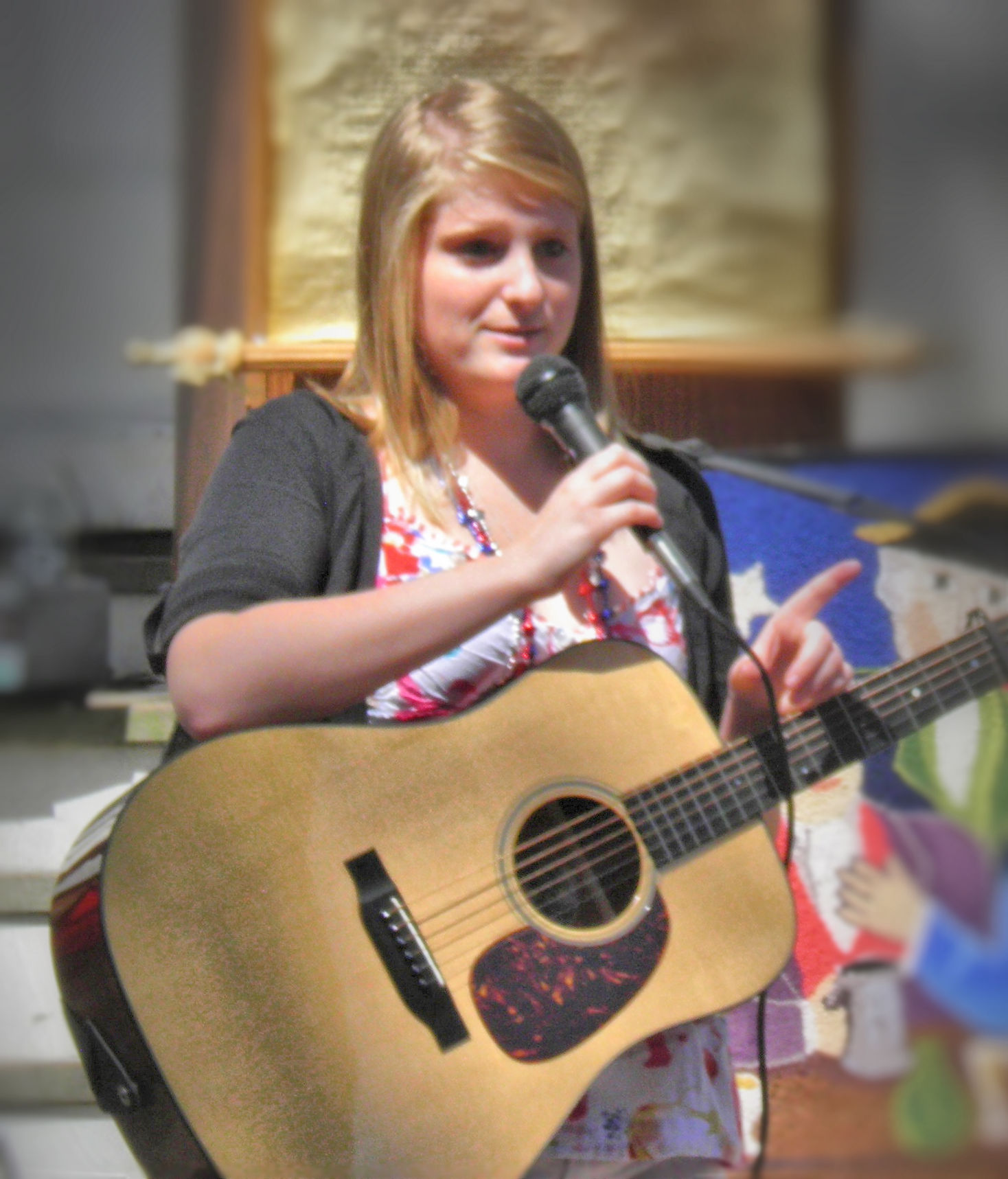
Meghan Trainor podczas koncertu, 2010

W wieku 15 lat rozpoczęła pięcioletnią naukę w szkole muzycznej Berklee College of Music. W tym samym roku wyprodukowała swój debiutancki album zatytułowany Meghan Trainor. W lutym 2011 roku wydany został jej debiutancki album studyjny, I’ll Sing with You. Kilka miesięcy później premierę miała druga płyta wokalistki, Only 17.
Jako nastolatka brała udział w wielu festiwalach muzycznych, na które zgłaszała swoje autorskie utwory i kwalifikowała się z nimi do stawek finałowych. Podczas jednego z widowisk w Kolorado została zauważona przez wydawcę z Nashville, który zaproponował jej podpisanie kontraktu muzycznego z wytwórnią Big Yellow Dog Music. Początkowo żaden z autorów nie był zainteresowany współpracą z nią.
Jako dziewiętnastolatka brała udział w sesjach nagraniowych organizowanych w Los Angeles, jednak wielogodzinne podróże z Cape Cod zaczęły ją męczyć. Po niewyrażeniu zgody przez jej rodziców na zamieszkanie w Los Angeles, w listopadzie 2013 roku Trainor zdecydowała się na przeprowadzkę do Nashville w Tennessee, gdzie utrzymywała się za zyski z wydawanych publikacji. W tym samym roku zaczęła pisać utwory dla wykonawców z Włoch i Danii, niedługo później napisała tytułowany singiel dla amerykańskiej piosenkarki Sabriny Carpenter na jej debiutancki minialbum zatytułowany Can’t Blame a Girl for Trying (wydany ostatecznie w 2014). Po przeniesieniu się do Nashville zaczęła pisać piosenki w duecie z Jamesem Shayem Mooneyem z duetu Dan + Shay, z którym napisała dwa utwory na płytę zespołu Rascal Flatts zatytułowaną Rewind – „DJ Tonight” i „I Like the Sound of That”. Oprócz tego, skomponowała numery dla wokalisty muzyki country Huntera Hayesa oraz amerykańskiego zespołu R5. W międzyczasie nagrywała główne wokale lub chórki na wersje demonstracyjne piosenek innych wykonawców.

#### 2014–15:Title
W kwietniu 2014 roku nawiązała współpracę z Kevinem Kadishem, którego poznała podczas pobytu w Los Angeles, gdzie pojechała w celu napisania utworów dla kilku wykonawców. Jedną z piosenek był numer „All About That Bass”, do którego autorka postanowiła nagrać wersję demonstracyjną, którą zaprezentowała później na ukulele podczas spotkania z producentem Antonio M. „L.A.” Reidem, prezesem wytwórni Epic Records. Po podpisaniu kontraktu płytowego z wytwórnią, Trainor zdecydowała się wydać piosenkę jako swój debiutancki singiel. Jej menedżerem został wówczas Troy Carter. Sam utwór „All About That Bass” powstał spontanicznie, miał być „hymnem o kochaniu swojego własnego ciała”. Teledysk do piosenki został wyreżyserowany przez Fatimę Robinson, choreografkę układów tanecznych w klipach m.in. Michaela Jacksona, Prince’a, Fergie i Rihanny. We wrześniu utwór dotarł do pierwszego miejsca amerykańskiej listy przebojów magazynu „Billboard”, na którym utrzymywał się 12 tygodni. Piosenka uzyskała status podwójnej platynowej płyty w kraju. Oprócz tego, piosenka zajęła pierwsze miejsce na liście przebojów w Australii, Austrii, Danii, Irlandii, Kanadzie i Nowej Zelandii. Singiel został także pierwszą piosenką w historii notowania w Wielkiej Brytanii, która zakwalifikowała się do pierwszej czterdziestki zestawienia na podstawie danych ze streamingu. Po osiągnięciu sukcesu komercyjnego utworu, twórcy kompozycji zostali posądzeni o popełnienie plagiatu piosenki „Happy Mode” koreańskiego zespołu Koyote. Piosenka promowała debiutancką EP-kę wokalistki, zatytułowaną Title. Drugim singlem z minialbumu została piosenka „Dear Future Husband”.

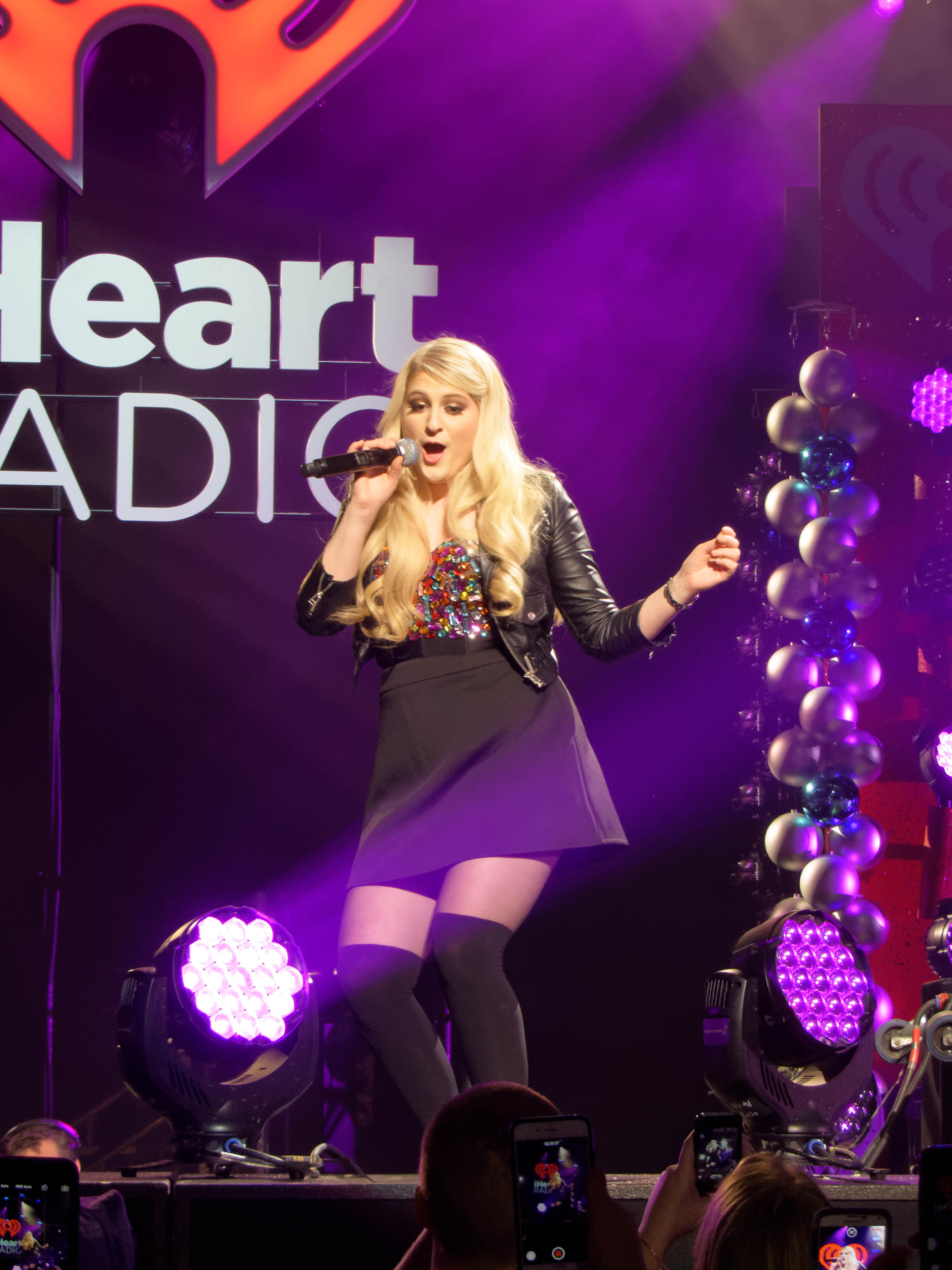
Meghan Trainor podczas świątecznego koncertu Jingle Ball, grudzień 2014

W październiku Trainor zajęła pierwsze miejsce w amerykańskim rankingu 100 najlepszych artystów, przygotowywanym przez czasopismo „Billboard”.
Na przełomie lipca i sierpnia Trainor zapowiedziała wydanie swojej debiutanckiej płyty długogrającej, także zatytułowanej Title, na którą materiał współtworzyła z Kadishem. Drugim, po „All About That Bass”, singlem promującym płytę został „Lips Are Movin”, do którego teledysk ukazał się w połowie października. Premiera albumu odbyła się 13 stycznia 2015 roku. Miesiąc wcześniej Trainor otrzymała dwie nominacje do nagród Grammy w kategoriach Nagranie roku oraz Piosenka roku za singiel „All About That Bass”.
W lutym 2015 roku Trainor nagrała utwór „Marvin Gaye” w duecie z Charliem Puthem. W marcu zrealizowała i opublikowała teledysk do singla „Dear Future Husband”.

#### 2016–2017:Thank You
13 maja 2016 roku ukazała się kolejna płyta studyjna piosenkarki zatytułowana Thank You.

## Muzyka
Trainor tworzy muzykę w gatunku bubblegum pop, R&B, doo wop i blue-eyed soul, czasem także w stylu retro i soca, do czego inspirował ją wujek pochodzący z Trynidadu.
W dzieciństwie podziwiała twórczość Phila Collinsa, Steviego Wondera i zespołów Earth, Wind & Fire oraz The Jackson 5, później zaczęła interesować się także muzyką grupy *NSYNC, Christiny Aguilery oraz Colbie Caillat, której jest fanką.

## Dyskografia

### Albumy studyjne
| Meghan Trainor             | - Data: 25 grudnia 2009 - Wydawca: wydanie własne  |
| I’ll Sing with You         | - Data: 4 lutego 2011 - Wydawca: wydanie własne    |
| Only 17                    | - Data: 14 września 2011 - Wydawca: wydanie własne |
| „–” album nie był notowany |                                                    |

| Title                      | - Data: 13 stycznia 2015 - Wydawca: Epic Records - Format: CD, download, LP | 1   | 1   | 13  | 13  | 30  | - USA: 1 007 000+ | - USA: 3x platynowa płyta - CAN: 3x platynowa płyta - POL: 2x platynowa płyta |
| Thank You                  | - Data: 13 maja 2016 - Wydawca: Epic Records - Format: CD, download, LP     | 3   | 4   | 20  | 32  | 96  | - USA: 282 872+   | - USA: platynowa płyta - POL: złota płyta                                     |
| Treat Myself               | - Data: TBA - Wydawca: Epic Records - Format: CD, download, LP              | TBA | TBA | TBA | TBA | TBA | TBA               | TBA                                                                           |
| „–” album nie był notowany |                                                                             |     |     |     |     |     |                   |                                                                               |

### Minialbumy (EP)
| Title                      | - Data: 9 września 2014 - Wydawca: Epic Records - Format: CD, download              | 15 | 17 |
| The Love Train             | - Data: 8 lutego 2019 - Wydawca: Epic Records - Format: digital download, streaming | –  | –  |
| „–” album nie był notowany |                                                                                     |    |    |